# My Prerogative
«My Prerogative» (с англ. — «Моя прерогатива») — музыкальный сингл 1988 года, исполненный американским певцом R&B Бобби Брауном (см. 1988 год в музыке). Второй сингл из второго сольного альбома певца — «Don’t Be Cruel». «My Prerogative» — хит, занимавший позицию #1 в музыкальном хит-параде американского журнала «Billboard» — «Billboard Hot 100» в США и Великобритании. Сингл является одной из самых успешных работ в творчестве Бобби Брауна. Песня считается гимном музыкального жанра, сочетающего стили: R&B и хип-хоп — Нью-джек-свинг. Многие исполнители создали кавер-версии песни, однако ни один не повторил успех оригинальной версии.

## О песне
Сингл «My Prerogative» был написан первоначальным исполнителем песни — Бобби Брауном совместно с пионерами нового музыкального направления — New Jack Swing, Тэддом Райли (англ. Teddy Riley) и Жене Гриффин (англ. Gene Griffin). Слова песни показали изображение плохого мальчика (англ. Bad Boy), используя аранжировку звуков нового музыкального направления — New Jack Swing, популярного в конце 1980-х. После успешного выпуска синглов Бобби Брауна — «Don’t Be Cruel» и «My Prerogative», оба сингла было удостоены Золотых Продаж (англ. Gold Sales), и заняли первые позиции в музыкальном хит-параде американского журнала — «Billboard» — «Billboard Hot 100». Трек также достиг позиции #1 хитом номер в другом американском хит-параде —«Billboard Hot Ритм-энд-блюз/Хип-хоп».
В американском хит-параде «Billboard Hot 100» синглов, оригинальная версия песни Бобби Брауна находилась от 61-45, первая неделя от 5 ноября 1988 года, так же, как второй сингл певца, «Don’t Be Cruel». Последний опустился от двухнедельного нахождения в хит-параде Лучших 10 (англ. Top 10). «My Prerogative» занимал высокие позиции в музыкальных хит-парадах под позицией #2 в течение трёх недель, после сингла «Every Rose Has Its Thorn» в исполнении американской рок-группы — «Poison» прежде, чем сингл достиг позиции # 1 недели от 14 января 1989 года, становясь позицией #1 в 1989 году.